# Санда
Санда (яп. 三田市 Санда-си) — город в Японии, находящийся в префектуре Хиого. Площадь города составляет 210,22 км², население — 114 206 человек (1 августа 2014), плотность населения — 543,27 чел./км².

## Географическое положение
Город расположен на острове Хонсю в префектуре Хиого региона Кинки. С ним граничат города Кобе, Такарадзука, Сасаяма, Мики, Като и посёлок Инагава.

## Население
Население города составляет 114 206 человек (1 августа 2014), а плотность — 543,27 чел./км². Изменение численности населения с 1980 по 2005 годы:
| 1980 | 36 529 чел.  |  |
| 1985 | 40 716 чел.  |  |
| 1990 | 64 560 чел.  |  |
| 1995 | 96 279 чел.  |  |
| 2000 | 111 737 чел. |  |
| 2005 | 113 572 чел. |  |

## Символика
Деревом города считается сосна густоцветная, цветком — Rhododendron indicum.